# Брикін Степан Васильович
Степан (Симеон) Васильович Брикін (27 грудня 1861 (8 січня 1862), станиця Роздорська, нині Ростовська область РФ — 30 червня (13 липня) 1912, с. Святошине, нині у складі Києва) — російський і український співак (баритон), антрепренер, педагог.

## Життєпис
1886 року закінчив Московський університет.
Навчався вокалу в Москві у Дар'ї Леонової та в Санкт-Петербурзі — у Станіслава Сонкі.
З 1888 — хорист в антрепризі Михайла Лентовського в Москві.
1891—1993 — соліст оперних театрів, зокрема в Харкові.
1893—1997 — соліст Київської опери.
1897—1900 — працював в оперній антрепризі М. Бородая (Казань, Саратов).
1901—1907 — компаньйон М. Бородая у Київській опері (Київське оперне товариство під кер. М. М. Бородая та С. В. Брикіна).
1903—1910 — антрепренер Київської опери.
У Києві керував оперним класом музичного училища РМТ, викладав спів в Музично-драматичній школі ім. М. Лисенка.

## Партії
- Демон («Демон» А. Рубінштейна)
- Ескамільо («Кармен» Ж. Бізе)
- Онєгін («Євгеній Онєгін» П. Чайковського)
- Тоніо («Паяци» Р. Леонкавалло)